# Дом с нулевым потреблением энергии

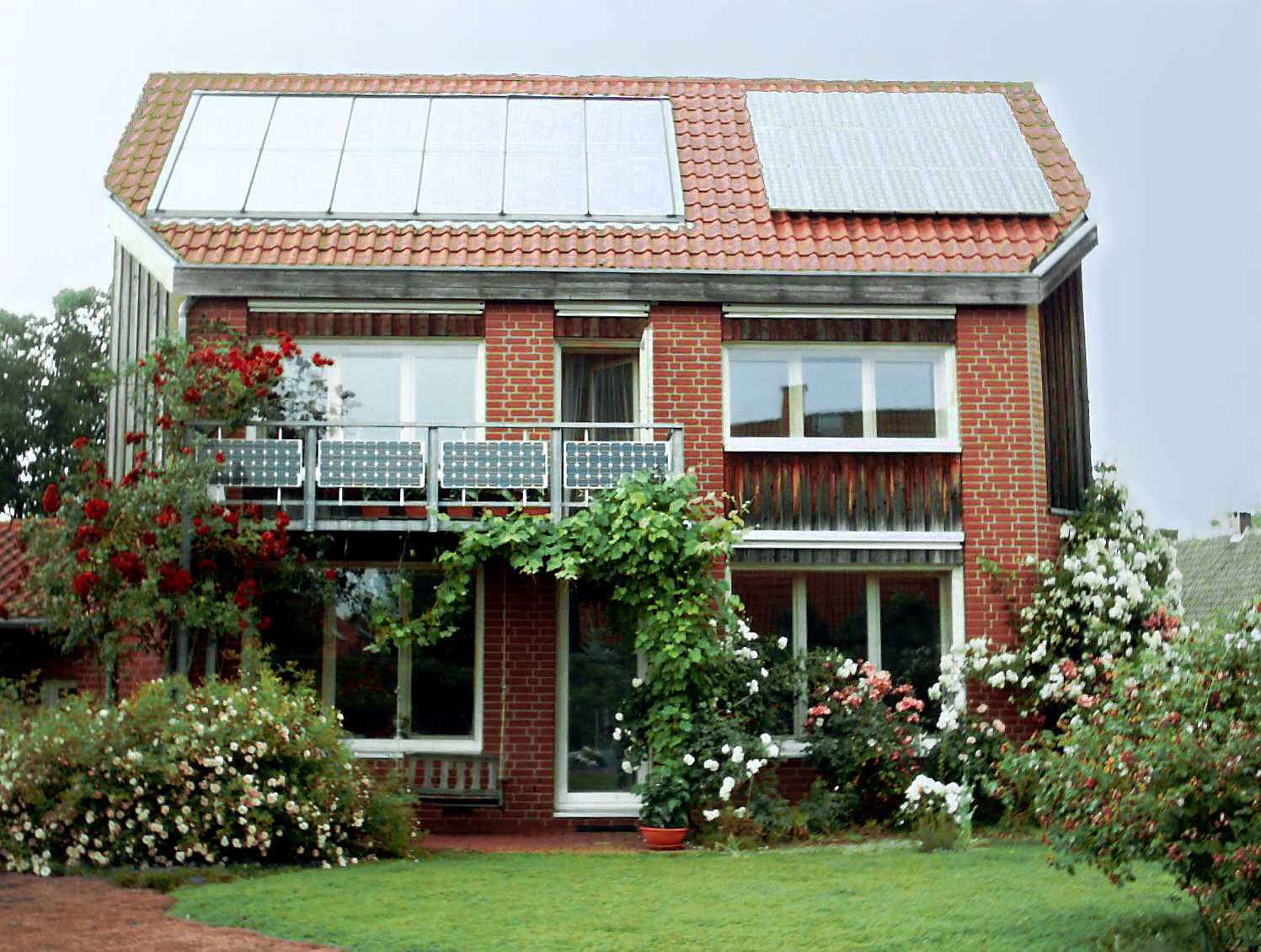
Nullenergiehaus в Германии

Дом с нулевым потреблением энергии, также дом нулевого энергопотребления (англ. zero-energy building, нем. Nullenergiehaus) — здание, обладающее высокой энергоэффективностью, способное на месте вырабатывать энергию из возобновляемых источников и потреблять её в равном количестве в течение года. При выработке энергии меньшей, чем необходимо для потребления, здание называется домом с почти нулевым потреблением (англ. near zero-energy building).

## Терминология
Точно установившихся определений для такого типа зданий нет, однако существует несколько вариантов:
- Здания с нулевым чистым потреблением энергии из общей сети (zero net energy buildings), которые подают в энергосети в течение года такое же количество энергии, какое они получают из этих сетей;
- Здания с нулевыми выбросами углерода (zero carbon buildings), которые не используют энергию, ведущую к выбросам СО2, или которые в течение года компенсируют использованную энергию ископаемого топлива за счет производства на месте достаточного количества энергии без выбросов СО2;
- Отдельно стоящие здания с нулевым потреблением энергии из общей сети (zero stand-alone buildings), которые не требуют подключения к каким-либо сетям, кроме резервных. Такие здания могут хранить энергию для использования в ночное время суток или в зимний период;
- Здания с положительным энергобалансом, которые подают в системы энергоснабжения большее количество энергии, чем используют. За год эти здания производят больше энергии, чем потребляют.
- Здания с нулевым выбросом (zero emission building), которые не вырабатывают оксида углерода в процессе своей эксплуатации, строительства или производства материалов, из которых они состоят.[3]

## Описание
Дома с нулевым потреблением не используют ископаемое топливо и получают необходимую энергию из возобновляемых источников. Они могут быть традиционными зданиями с большим солнечным коллектором и солнечной батареей.
Большинство таких домов строятся по следующим принципам: уменьшение требуемой энергии, использование излишков энергии, уменьшение необходимости в искусственном охлаждении, обеспечение высокоэффективными системами управления микроклиматом и иными системами, в том числе освещения; обеспечение возобновляемыми источниками энергии солнца, ветра и др.
В Дании дом с нулевым энергопотреблением может подключаться к одной и более энергетическим инфраструктурам: электросеть, районная система обогрева и охлаждения, газораспределительная сеть, распределительная сеть биотоплива и биомассы.

## В мире

### Финляндия
К уже построенным домам нулевого энергопотребления относятся: дом для инвалидов в Ярвенпяа (2124 м²), студенческое общежитие в Куопио (2124 м²), односемейный дом в Мянтюхарью (154 м²). В Хювинкяа будет построен односемейный дом на 160 м² в 2013 году. Дома с почти нулевым потреблением возведены в Якобстаде (односемейный 165 м²) и в Лахти (дом пенсионеров 16500 м²)

#### Потенциальные проблемы
- Несоответствие между локальным использованием и производством энергии
- Если при построение архитектор допустил ошибку то зима может быть холодной и тёмной
- Сохранение энергии вне электросети
- Интегрирование электросети с районной теплосетью и сетью охлаждения
- Поиск решений в связи с зависимостями систем обогрева, охлаждения, термальной массы, внутреннего питания, солнечного питания
- Капитальное решение для здания
- Рентабельность

### Канада
В Канаде продвижением идеи нулевого потребления энергии для домостроительства занимается Коалиция домов с нулевым потреблением энергии (англ.)
«Корпорация ипотеки и жилищного строительства Канады» профинансировала проект «Конкуренция в устойчивом строительстве жилья EQuilibrium», объединив усилия государства и частных лиц. В 2006 году проводился конкурс, где из участвующих 72 проектов победило 12, первым из которых, был воплощён дом «ÉcoTerra» в городе Истман, Квебек. Расходы на его содержание составили сумму на 60 % ниже аналогичного стандартного дома.